# Inter omnigenas
Inter omnigenas  è una enciclica di papa Benedetto XIV, datata 2 febbraio 1744, e scritta all'Episcopato e al popolo della Serbia e delle regioni circostanti, sottomesse al dominio dei Turchi. Il Pontefice esorta a non cedere agli errori dell'Islam ed a restare fedeli alle regole della Chiesa di Roma.
Questa Lettera, che è presentata con il titolo di Decreta, dallo stesso Benedetto XIV è definita Encyclica nella Quod provinciale  del 1º agosto 1754.

## Fonte
- Tutte le encicliche e i principali documenti pontifici emanati dal 1740. 250 anni di storia visti dalla Santa Sede, a cura di Ugo Bellocci. Vol. I: Benedetto XIV (1740-1758), Libreria Editrice Vaticana, Città del Vaticano 1993